# FILMZ – Festival des deutschen Kinos
FILMZ – Festival des deutschen Kinos ist das erste Langfilmfestival des Landes Rheinland-Pfalz. Es findet seit 2001 jährlich in der rheinland-pfälzischen Landeshauptstadt Mainz statt. FILMZ versteht sich als Publikumsfestival, in Abgrenzung zur normalen Verwendung des Begriffs, soll er hier betonen, dass auch über alle Preise durch Publikumsabstimmungen entschieden wird.

## Das Festival
Das Festival präsentiert seit 2001 alljährlich aktuelle deutschsprachige Produktionen aus Deutschland, Österreich und der Schweiz. Neben einem Langfilm- und einem Kurzfilmwettbewerb veranstaltet FILMZ auch Wettbewerbe in den Sektionen Mittellanger Film und Dokumentarfilm. Außerdem bringt FILMZ im Rahmen des Wettbewerbs Lokale Kurzfilme junge Filmproduktionen aus der Region auf die Leinwand und lädt zur Teilnahme am Kurzfilmwettbewerb andersARTig ein.
Auch außerhalb der Kinosäle entsteht während des Festivals eine publikumsnahe Atmosphäre, wird – etwa beim täglichen „FILMZirkel“ – ein Forum für Filmschaffende und Filminteressierte gleichermaßen geschaffen. Das FILMZ-Team lädt zudem an mehreren Festivaltagen zu einem umfangreichen Rahmenprogramm ein, das von einem Stummfilmkonzert über einen Film-Flohmarkt bis zu einem Drehbuch-Pitching reichen kann.

## Geschichte
FILMZ ist seit seiner Gründung im Jahr 2001 ein ehrenamtlich organisiertes Festival des FILMZ e. V. (ehemals Brainstream e. V.). Das Festival fußt auf studentischen Initiativen. Seit 2009 fungiert die rheinland-pfälzische Landeshauptstadt Mainz als Veranstalterin des Festivals, FILMZ e. V. als Ausrichter des Festivals. Im Jahr 2012 musste das Festival pausieren. 2018 wurde zur finanziellen Unterstützung von FILMZ e. V. eine Crowdfunding-Phase auf startnext ins Leben gerufen. Das Spotlight widmet sich seit 2021 unterschiedlichen Koproduktions-Länderschwerpunkten. Der Schwerpunkt in der 21. Festivalausgabe waren Deutsch-Polnische Koproduktionen.

## Wettbewerbe und Preise
Neben einem Langfilm- und einem Kurzfilmwettbewerb richtet FILMZ seit 2008 und 2010 auch Wettbewerbe in den Kategorien Mittellanger Film und Dokumentarfilm aus. 2018 wurde der Wettbewerb 55FILMZ eingerichtet, 2020 der Kurzfilmwettbewerb andersARTig. Das Festival zeigt zusätzlich außer Konkurrenz laufende lokale Filme in allen genannten Kategorien.
Der Wettbewerb Langfilm ist mit dem „Mainzer Rad“ sowie einer Siegprämie in Höhe von 1.500 Euro ausgestattet. Im Wettbewerb Mittellange Filme werden 800 Euro sowie eine Trophäe ausgelobt. Die besten Kurzfilme werden mit 300 bzw. 500 Euro sowie einer Trophäe honoriert. Die Kategorie Dokumentarfilm ist mit einem Preis in Höhe von 1.500 Euro dotiert.
Der Gewinner des lokalen Kurzfilmwettbewerbs 55FILMZ erhält 400 Euro sowie eine Trophäe.
Seit 2022 vergibt die Landeshauptstadt Mainz einen Sonderpreis für herausragende Leistungen im Film. Der Preis ist auf insgesamt 2.500 Euro dotiert. Über die Vergabe entscheiden die kuratorischen Leiter von FILMZ.

## Gewinner
| 2024 | Langfilm                               | Alle die Du bist (Michael Fetter Nathansky)                                                      |
| 2024 | Dokumentarfilm                         | Hausnummer Null (Lilith Kugler)                                                                  |
| 2024 | Mittellanger Film                      | Ciao Bella (Lina Schmeink)                                                                       |
| 2024 | Kurzfilm                               | Between the Lines (Niklas Pollmann)                                                              |
| 2024 | Animierter Kurzfilm                    | Raja (Franziska von Holst und Louisa Maria Würden)                                               |
| 2024 | Animierter Kurzfilm                    | kaulquappe (Julia Skala)                                                                         |
| 2024 | Lokaler Kurzfilm                       | Schwarzmoll (Alessia Mandanici)                                                                  |
| 2024 | Kurzfilm andersARTig                   | The Spell (Diego Oliva Tejeda)                                                                   |
| 2024 | 55FILMZ                                | Wir waren mal (Clara Seibt, Aileen Groth und Meike Bülte)                                        |
| 2024 | Sonderpreis „Schauspiel“               | Patrice Grießmeier (Splitter)                                                                    |
| 2024 | Sonderpreis „Choreografie“             | Franz Quitt (Between the Lines)                                                                  |
| 2024 | Sonderpreis „Tonmischung“              | Jonas Schüler (Another German Tank Story)                                                        |
| 2024 | Sonderpreis „Bildgestaltung“           | Moritz Dehler (where we used to sleep)                                                           |
| 2023 | Langfilm                               | Monster im Kopf (Christina Ebelt)                                                                |
| 2023 | Dokumentarfilm                         | Eines Vaters Liebe (Leon Noel Schardt)                                                           |
| 2023 | Mittellanger Film                      | I Was Never Really Here (Gabriel Bihina Arrahnio)                                                |
| 2023 | Kurzfilm                               | Vom Stehen und Fallen (Paul Raatz)                                                               |
| 2023 | Lokaler Kurzfilm                       | Bleiente (Greta Breitländer)                                                                     |
| 2023 | Kurzfilm andersARTig                   | when i bleed (Miri Klischat)                                                                     |
| 2023 | 55FILMZ                                | Dicecision (Yorick Kondriniewicz)                                                                |
| 2023 | Sonderpreis „Kamera“                   | Jean-Pierre Meyer-Gehrke (Vom Stehen und Fallen)                                                 |
| 2023 | Sonderpreis „Regie“                    | Metal Battle Girl (Andreas Wolff)                                                                |
| 2023 | Sonderpreis „Szenenbild“               | Mona Cathleen Otterbach (Franky Five Star)                                                       |
| 2023 | Sonderpreis „Herausragende Darbietung“ | Cooper Dillon (Noah’s Strophe)                                                                   |
| 2022 | Langfilm                               | The Ordinaries (Sophie Linnenbaum)                                                               |
| 2022 | Dokumentarfilm                         | Drei Frauen (Maksym Melnyk)                                                                      |
| 2022 | Mittellanger Film                      | Nakam (Andreas Kessler)                                                                          |
| 2022 | Kurzfilm                               | Get home safe (Tamara Denic)                                                                     |
| 2022 | Lokaler Kurzfilm                       | Das zieh ich an, wenn ich tot bin (Marvin Menné)                                                 |
| 2022 | Kurzfilm andersARTig                   | Clown Wars (Elenar Pila Nyffeler)                                                                |
| 2022 | 55FILMZ                                | Dreikäsehigh (Erik Dowideit, Tobias Kaltschmitt, Julian Thösen, Leander Teusch, Nicolas Frenzel) |
| 2022 | Sonderpreis „Kamera“                   | Jesse Mazuch (Ich, Ich, Ich)                                                                     |
| 2022 | Sonderpreis „Recherche“                | Julia Groteclaes (Heimspiel)                                                                     |
| 2022 | Sonderpreis „Drehbuch“                 | Tajo Hurrle (Weil ich Leo bin)                                                                   |
| 2022 | Sonderpreis „Kostüm“                   | Vera Bracklo und Julia Nagel (Noctuidae)                                                         |
| 2021 | Langfilm                               | Nico (Eline Gehring)                                                                             |
| 2021 | Mittellanger Film                      | Fabiu (Stefan Langthaler)                                                                        |
| 2021 | Dokumentarfilm                         | Mein Vietnam (Thi Hien Mai und Tim Ellrich)                                                      |
| 2021 | Kurzfilm                               | Der Dreher (Robin Trouillet)                                                                     |
| 2021 | Lokaler Kurzfilm                       | Rollatorenwahn (Nicolas Kronauer)                                                                |
| 2021 | Kurzfilm andersARTig                   | Die Ballade vom Maul des Affen (Gregor Grkinic)                                                  |
| 2021 | 55FILMZ                                | Al dente (Andreas Reinhart)                                                                      |
| 2020 | Langfilm                               | Kids Run (Barbara Ott)                                                                           |
| 2020 | Mittellanger Film                      | Masel Tov Cocktail (Arkadi Khaet und Mickey Paatzsch)                                            |
| 2020 | Dokumentarfilm                         | Silvia Is My Name (Max Benyo)                                                                    |
| 2020 | Kurzfilm                               | Cargo (Christina Tournatzes)                                                                     |
| 2020 | Lokaler Kurzfilm                       | INNdependence (Michael Schwarz)                                                                  |
| 2020 | Kurzfilm andersARTig                   | Fuenf (Peter Kaboth)                                                                             |
| 2019 | Langfilm                               | Sag du es mir (Michael Fetter Nathansky)                                                         |
| 2019 | Mittellanger Film                      | Off Season (Henning Beckhoff)                                                                    |
| 2019 | Dokumentarfilm                         | La Petite Mort (Annie Gisler)                                                                    |
| 2019 | Kurzfilm                               | Am Cu Ce (Hannah Weissenborn)                                                                    |
| 2019 | Lokaler Kurzfilm                       | Der Tod des Filmemachers (Cornelius Koch)                                                        |
| 2019 | 55FILMZ                                | Samstag, der 14. (Lukas Ripplinger und Meike Jost)                                               |
| 2018 | Langfilm                               | Supa Modo (Likarion Wainaina)                                                                    |
| 2018 | Mittellanger Film                      | Facing Mecca (Jan-Eric Mack)                                                                     |
| 2018 | Dokumentarfilm                         | Tracing Addai (Esther Niemeier)                                                                  |
| 2018 | Kurzfilm                               | Mascarpone (Jonas Riemer)                                                                        |
| 2018 | Lokaler Kurzfilm                       | Mein Fenster (Max Schäffer)                                                                      |
| 2018 | 55FILMZ                                | Karl Mainz (Johanna Welle)                                                                       |
| 2017 | Langfilm                               | Blind & Hässlich (Tom Lass)                                                                      |
| 2017 | Mittellanger Film                      | Watu Wote – All of us (Katja Benrath)                                                            |
| 2017 | Dokumentarfilm                         | Marikas Missio (Michael Schmitt)                                                                 |
| 2017 | Kurzfilm                               | Backstory (Joschka Laukeninks)                                                                   |
| 2017 | Lokaler Kurzfilm                       | Bergfieber (Frédéric Hambalek)                                                                   |
| 2016 | Langfilm                               | Amateur Teens (Niklaus Hilber, Patrick Tönz)                                                     |
| 2016 | Mittellanger Film                      | Liebling (Sebastian Schmidl)                                                                     |
| 2016 | Dokumentarfilm                         | Eisen (Benjamin Kahlmeyer)                                                                       |
| 2016 | Kurzfilm                               | Die Badewanne (Tim Ellrich)                                                                      |
| 2016 | Lokaler Kurzfilm                       | Es war feucht, dunkel und roch nach Holz (Peter Meister)                                         |
| 2015 | Langfilm                               | Ma Folie (Andrina Mračnikar)                                                                     |
| 2014 | Langfilm                               | Be My Baby (Christina Schiewe)                                                                   |
| 2013 | Langfilm                               | Ich fühl mich Disco (Axel Ranisch)                                                               |
| 2011 | Langfilm                               | Der Albaner (Johannes Naber)                                                                     |
| 2010 | Langfilm                               | Mein Leben im Off (Oliver Haffner)                                                               |
| 2009 | Langfilm                               | Keine Angst (Aelrun Goette)                                                                      |
| 2008 | Langfilm                               | Vom Atmen unter Wasser (Winfried Oelsner)                                                        |
| 2007 | Langfilm                               | Nichts geht mehr (Florian M. Böder)                                                              |
| 2006 | Langfilm                               | Kahlschlag (Patrick Tauss)                                                                       |
| 2005 | Langfilm & Dokumentarfilm              | Wahrheit oder Pflicht (Jan Martin Scharf, Arne Nolting)                                          |
| 2004 | Langfilm & Dokumentarfilm              | Kammerflimmern (Henrik Hölzemann)                                                                |
| 2003 | Langfilm & Dokumentarfilm              | Fremder Freund (Elmar Fischer)                                                                   |
| 2002 | Langfilm & Dokumentarfilm              | Herr Schmidt und Herr Friedrich (Ulrike Franke, Michael Loeken)                                  |